# Thi ca (phim)
Thi Ca tiếng Anh Poetry  (tiếng Hàn: 시; Hanja: 詩; Romaja: Si) là một bộ phim điện ảnh Hàn Quốc năm 2010 do Lee Chang-dong viết kịch bản và đạo diễn. Bộ phim được chọn để tranh giải Cành cọ vàng tại Liên hoan phim Cannes năm 2010.

## Tóm tắt
Yang Mi-ja, người phụ nữ đã lớn tuổi sống ở vùng ngoại ô Hàn Quốc, bà phát hiện ra mình đang trong giai đoạn đầu của căn bệnh Alzheimer. Hàng ngày, bà phải đi chăm sóc cho một cụ già bị liệt để lấy tiền nuôi bản thân và đứa cháu trai khó bảo. Thú vui duy nhất của Mija là lớp học làm thơ tại trung tâm văn hóa địa phương. Cho đến một ngày, bà biết được rằng cháu của mình ở trong một nhóm học sinh hay cưỡng nữ sinh khiến học sinh này phải tự tử...

## Diễn viên
- Yoon Jeong-hee vai Yang Mi-ja
- Lee David vai Jong-wook
- Kim Hee-ra vai Mr. Kang
- Ahn Nae-sang vai Ki-beom's father
- Kim Yong-taek vai Kim Yong-taek
- Park Myeong-sin vai Hee-jin's mother
- Min Bok-gi vai Sun-chang's father
- Kim Hye-jung vai Jo Mi-hye
- Kim Hye-jung vai Sick Elderly

## Giải thưởng
| Giải thưởng                      | Hạng mục                                       | Người nhận      | Kết quả   |
| -------------------------------- | ---------------------------------------------- | --------------- | --------- |
| Liên hoan phim Cannes            | Cành cọ vàng                                   | Lee Chang-dong  | Đề cử     |
| Liên hoan phim Cannes            | Kịch bản xuất sắc nhất                         | Lee Chang-dong  | Đoạt giải |
| Liên hoan phim Cannes            | Prize of the Ecumenical Jury - Special Mention | Lee Chang-dong  | Đoạt giải |
| Giải Thưởng Điện Ảnh Chuông Vang | Phim hay nhất                                  | Thi Ca          | Đoạt giải |
| Giải Thưởng Điện Ảnh Chuông Vang | Đạo diễn xuất sắc nhất                         | Lee Chang-dong  | Đề cử     |
| Giải Thưởng Điện Ảnh Chuông Vang | Nữ diễn viên chính xuất sắc nhất               | Yoon Jeong-hee  | Đoạt giải |
| Giải Thưởng Điện Ảnh Chuông Vang | Nam diễn viên phụ xuất sắc nhất                | Kim Hee-ra      | Đoạt giải |
| Giải Thưởng Điện Ảnh Chuông Vang | Kịch bản xuất sắc nhất                         | Lee Chang-dong  | Đoạt giải |
| Giải Thưởng Điện Ảnh Chuông Vang | Quay phim xuất sắc nhất                        | Kim Hyun-seok   | Đề cử     |
| Giải Thưởng Điện Ảnh Chuông Vang | Thiết kế trang phục đẹp nhất                   | Lee Choong-yeon | Đề cử     |
| Giải Thưởng Điện Ảnh Rồng Xanh   | Nữ diễn viên chính xuất sắc nhất               | Yoon Jeong-hee  | Đoạt giải |
| Giải thưởng điện ảnh Hàn Quốc    | Phim hay nhất                                  | Thi Ca          | Đoạt giải |
| Giải thưởng điện ảnh Hàn Quốc    | Đạo diễn xuất sắc nhất                         | Lee Chang-dong  | Đoạt giải |
| Giải thưởng điện ảnh Hàn Quốc    | Nữ diễn viên chính xuất sắc nhất               | Yoon Jeong-hee  | Đề cử     |
| Giải thưởng điện ảnh Hàn Quốc    | Nam diễn viên mới xuất sắc nhất                | Lee David       | Đề cử     |
| Giải thưởng điện ảnh Hàn Quốc    | Kịch bản xuất sắc nhất                         | Lee Chang-dong  | Đoạt giải |
| Giải thưởng điện ảnh Hàn Quốc    | Biên tập xuất sắc nhất                         | Kim Hyeon       | Đề cử     |
| Giải thưởng điện ảnh Hàn Quốc    | Hòa Âm Hay Nhất                                | Lee Seung-chul  | Đề cử     |
| Hiệp hội phê bình phim Boston    | Phim nói tiếng nước ngoài hay nhất             | Thi Ca          | Đề cử     |